# Arces
Arces, ook Arces-sur-Gironde, is een gemeente in het Franse departement Charente-Maritime (regio Nouvelle-Aquitaine) en telt 561 inwoners (1999). De plaats maakt deel uit van het arrondissement Saintes.

## Geografie
De oppervlakte van Arces bedraagt 22,0 km², de bevolkingsdichtheid is 25,5 inwoners per km².
De onderstaande kaart toont de ligging van Arces met de belangrijkste infrastructuur en aangrenzende gemeenten.

## Demografie
Onderstaande figuur toont het verloop van het inwonertal (bron: INSEE-tellingen).

1. ↑  Populations de référence 2022.